# Le deuxième souffle (film 2007)
Le deuxième souffle è un film del 2007 diretto da Alain Corneau.
Si tratta del remake di un film del 1966, ovvero Tutte le ore feriscono... l'ultima uccide (Le deuxième souffle), diretto da Jean-Pierre Melville e basato su un romanzo di José Giovanni.